# Clement Arrindell
Sir Clement Athelston Arrindell (Basseterre, 16 aprile 1931 – 27 marzo 2011) è stato un politico nevisiano, Governatore generale di Saint Kitts e Nevis dal 19 settembre 1983 al 31 dicembre 1995.

## Biografia
Dopo aver frequentato la St. Kitts & Nevis Grammar School, nel 1954 si trasferì in Inghilterra. Ammesso al Lincoln's Inn nel 1956, divenne barrister due anni dopo, e lavorò in privato fino al 1964. Successivamente fu magistrato a Saint Kitts e nelle Isole Vergini Britanniche fino al 1978, anno in cui entrò nella Corte suprema dei West Indies Associated States, l'odierna Corte suprema dei Caraibi orientali.
Nel novembre del 1981 fu nominato Governatore di Saint Christopher e Nevis, allora facente parte dei West Indies Associated States. Il 19 settembre 1983, giorno dell'indipendenza di Saint Kitts e Nevis, Arrindell divenne Governatore generale della nazione, e il giorno successivo fu nominato cavaliere.
Ritiratosi a vita privata nel 1996, morì il 27 marzo 2011, a poche settimane dal suo ottantesimo compleanno. I funerali di Stato si celebrarono il 7 aprile successivo.

## Vita privata
Nel 1967 sposò l'organista Evelyn Eugenia O'Loughlyn.